# Steven Feld
Steven Feld (ur. 20 sierpnia 1949 w Filadelfii) – amerykański antropolog kulturowy, etnomuzykolog, językoznawca, filmowiec, artysta dźwiękowy i muzyk jazzowy, emerytowany profesor antropologii na University of New Mexico w Albuquerque. Wieloletni badacz społeczności Kaluli (Bosavi) w Papui-Nowej Gwinei. Twórca akusemologii. Laureat prestiżowego stypendium MacArthur Fellowship. W roku 1971 ukończył antropologię na Hofstra University w Nowym Jorku. Studiował także muzykę, film i fotografię. W 1979 otrzymał tytuł doktora z zakresu antropologii lingwistycznej na Indiana University. W roku 1976 rozpoczął projekt badawczy wśród społeczności Kaluli zamieszkujących deszczowe lasy Bosavi w Papui-Nowej Gwinei. Efektem prowadzonych przez niego badań jest wydana w 1982 monografia pt. Sound and Sentiment, słownik Bosavi-English-Tok Pisin Dicitionary, a także liczne artykuły we współredagowanych książkach, takich jak Music Grooves czy Senses of Place. Steven Feld jest także producentem wielu projektów dźwiękowych, włączając w to najbardziej znany Voices of the Rainforest.

## Kariera i działalność naukowa
Steven Feld przeszedł na emeryturę po 35 latach nauczania akademickiego w 2015 roku. Przez 20 lat wykładał antropologię i muzykę na University of Texas w Austin oraz na University of New Mexico, przez 5 lat komunikację wizualną i dźwiękową na Annenberg School of Communications na University of Pennsylvania. Przez pewien czas uczył także antropologii na University of California, Santa Cruz i New York University oraz gościnnie na University Sydney w Australii; muzyki na Columbia University, na uniwersytetach w Bergen i Oslo, oraz University of California w Berkeley.
Steven Feld wykładał i występował na 150 uniwersytetach, w galeriach i muzeach na całym świecie, a także w takich instytucjach jak Ernest Bloch Lectures in Music na University of California w Berkeley, Annette Weiner Memorial Lecture na New York University, Rayson Huang Lecture na University of Hong Kong, Sigmund H. Danziger Jr. Lecture in the Humanities na University of Chicago, Centennial Lecture na University of Alberta w Kanadzie, Bruno and Wanda Nettl Distinguished Lecture in Ethnomusicology na University of Illinois w Urbana-Champaign, Roger Covell Lecture na University of New South Wales w Australii. Jest także zapraszany do programów radiowych i telewizyjnych w USA, kanadzie, Europie i Azji.

### Praca na uniwersytetach
- 1980–85 adiunkt z zakresu komunikacji, University of Pennsylvania
- 1985–1995 adiunkt i profesor antropologii i muzyki, University of Texas at Austin
- 1995–1997 profesor antropologii, University of California, Santa Cruz
- 1997–2001 profesor antropologii, New York University
- 2002–2003 profesor muzyki, Columbia University
- 2003–2005 profesor z zakresu antropologii i muzyki, University of New Mexico
- 2005–2014 profesor zwyczajny z zakresu antropologii i muzyki, University of New Mexico

### Nauczanie wizytujące
- 1993 profesor wizytujący z zakresu antropologii, University of Sydney
- 2001–2006 profesor wizytujący, Grieg Music Academy, University of Bergen
- 2007–2012 profesor wizytujący, Institute of Music, University of Oslo
- 2009 profesor wizytujący z zakresu muzyki, University of California, Berkeley
- 2012 profesor wizytujący z zakresu antropologii, University of California, Berkeley

## Badania terenowe
Swoje kluczowe i najbardziej znane koncepcje Steven Feld rozwinął w ramach antropologii dźwięku. Do najważniejszych z nich należą: akustemologia, czyli dźwiękowy odpowiednik epistemologii oraz tzw. eko-kosmologia; eksperymentalne i dialogiczne pisarstwo oraz nagrania terenowe i film stanowiące alternatywny wobec akademickiego sposób opisywania, rozumienia i wyjaśniania rzeczywistości społeczno-kulturowej. Po roku 2000 Feld skupił się na studiach nad dźwiękiem dzwonów w Europie, Japonii, Ghanie i Togo. Rezultaty prowadzonych w tym zakresie badań wydane zostały na płytach CD i DVD, a także opublikowane w książkach, np. The Time of Bells, Skyros Carnival. Obecnie realizuje projekt dotyczący muzyki jazzowej w Afryce Zachodniej. Projekt ten zaowocował wydaniem 10 płyt CD, 4 DVS oraz książki pt. Jazz Cosmopolitanism in Accra.
Badania naukowe Stevena Felda skupiają się na takich zagadnień jak: antropologia dźwięku, głos, zmysły i media. Badacz ten adaptuje w swoich projektach zarówno naukowych, jak i artystycznych szeroki wachlarz perspektyw i koncepcji charakteryzujących językoznawstwo, poezję, muzykę, estetykę, akustykę, ekologię, dokumentalne film i fotografię.
W latach 1975–2000 prowadził badania terenowe nad eko-kosmologią i dźwiękami w regionie lasów tropikalnych w Bosavi w Papui-Nowej Gwinei. Przebywając wśród zamieszkującej ten teren społeczności Kaluli zajął się takimi zagadnieniami jak: krajobraz dźwiękowy, śpiew ptaków, język, natywna poezja oraz muzyka. Od roku 2000 Feld zaangażował się w multimedialny projekt nad historią i kulturą dzwonów w Europie. W jego ramach wykonał nagrania terenowe we Francji, Finlandii, Norwegii, Grecji, Włoszech oraz Dani. Od 2004 głównym tematem badawczym Felda stała się diasporyczna akustemologia oraz historia jazzu w Akra w Ghanie. Bada tam między innymi muzyczne dziedzictwo Ghanby człowieka, dzięki któremu w latach 50. XX wieku do amerykańskiego jazzu wprowadzono afrykański bęben, tzw. talking drum; współpracuje także z Accra Trane Station – grupą muzyków zainspirowanych muzyką Johna Coltrane’a, a także bada muzyczne zjawisko zwane Por-Por – rodzaj muzyki jazzowej granej przez kierowców autobusów i ciężarówek za pomocą charakterystycznych klaksonów. Rezultaty badań Felda w Gahanie zostały zgromadzone na 10 płytach CD, 4 DVD oraz kilku filmach dokumentalnych, a także w książce pt. Jazz Cosmpolitanism in Accra.

### Wybrane publikacje

#### Wydawnictwa zwarte
- 2013 I Suoni dell’albero: Il Maggio di S. Giuliano ad Accettura (with 2 CD), Nota [redagowana z Nicola Scaldaferri][9].
- 2012 Jazz Cosmopolitanism in Accra: Five Musical Year in Ghana, Duke University Press[10].
- 2010 Skyros Carnival (with CD & DVD), Santa Fe: VoxLox [wspólnie z Dick Blau, Agapi Amanatidis, Panos Panopoulos][11].
- 2007 Exposures: A White Woman in West Africa, Santa Fe: VoxLox [wspólnie z Virginia Ryan].
- 2003 Ciné-Ethnography: Jean Rouch, University of Minnesota Press.
- 2002 Bright Balkan Morning: Romani Lives and the Power of Music in Greek Macedonia (with CD), Middletown: Wesleyan University Press [wspólnie z Dick Blau, Charles and Angeliki Keil].
- 1999 Bosavi-English-Tok Pisin Dictionary, PacificLinguistics C-153; Australian National University Press [wspólnie z Bambi B Schieffelin, Ho:ido: Degelo:, Ho:nowo: Degili, Kulu Fuale, Ayasilo Ha:ina, and Da:ina Ha:waba:].
- 1996 Senses of Place, Santa Fe: SAR Press [redagowana z Keith Basso].
- 1994 Music Grooves: Essays and Dialogues, Chicago: University of Chicago Press [wspólnie z Charles Keil].
- 1982 Sound and Sentiment: Birds, Weeping, Poetics and Song in Kaluli Expression, Philadelphia: University of Pennsylvania Press.

#### Wybrane artykuły
- 2014 Remembering Keith Basso, „American Anthropologist” 116(2), s. 484–486.
- 2011 My Life in the Bush of Ghosts: ‘World Music’ and the Commodification of Religious Experience, in: Bob W. White (ed.), Music and Globalization, Indiana U. Press, s. 40–51.
- 2010 Reproducing acoustic landscapes, in: P. Gagliardi, B. Latour, P. Memelsdorff (eds), Coping with the past: Creative perspectives on conservation and restoration, Firenze: Olschki, s. 97–114.
- 2010 Acustemologia, in: G. Giuriatie, L. Tedeschini Lalli (eds.), Spazi sonori della musica, Palermo: L’EPOS, s. 33–44.
- 2004 Doing Anthropology in Sound, „American Ethnologist” 31(4), s. 461–474.
- 2000 A Sweet Lullaby for World Music, „Public Culture” 12(1), s. 145–171.
- 2000 Sound worlds, in: P. Kruth and H. Stobart (eds.), Sound, Cambridge U. Press, s. 173–198.
- 1996 Waterfalls of Song, in: Steven Feld, Keith Basso (eds.), Senses of Place, School of American Research Press, s. 91–135.
- 1994 Music and Language, „Annual Review Anthropology” 23, s. 25–53.
- 1993 From Ethnomusicology to Eco-muse-ecology, „The Soundscape Newsletter” 8, s. 9–13.
- 1993 The politics of amplification: notes on „endangered music” and musical equity, „American Folklife Center News” 15(1), s. 12–15.
- 1992 Voices of the Rainforest: Politics of Music, „Arena” 99/100, s. 164–177.
- 1989 Aesthetics and synaesthesia in Kaluli ceremonial dance, „UCLA Journal of Dance Ethnology” 14, s. 1–16.
- 1984 Sound structure as social structure, „Ethnomusicology” 28(3), s. 383–409.
- 1984 Communication, music, and speech about music, „Yearbook for Traditional Music” 16, s. 1–18.
- 1976 Ethnomusicology and Visual Communication, „Ethnomusicology” 20(2), s. 293–325.
- 1974 Linguistic Models in Ethnomusicology, „Ethnomusicology” 18(2), s. 197–217.

#### Wywiady
- Blog: I Hate „Sound Studies”[12]
- Acoustemology: The Music Show, interview with Andrew Ford. ABC Radio National, Sydney, Australia, May 24, 2015[13].
- Athens Conversation with Panayotis Panopoulos[14]
- F(i)eld work: Interview Kula Kula Magazine[15]
- Field Recording: Interview with Angus Carlyle in Cathy Lane and Angus Carlyle, eds., In the Field: The Art of Field Recording. London: Uniformbooks, s. 201–212, 2013[16].
- Sound Documentation and Representation: The Festival of Accettura, Nicola Scaldaferri and Steven Feld[17]
- Jazz Cosmopolitanism/Sound and Sentiment: IASPM interview with Mark Pedelty[18]
- On Media and Representation: Interview with Lorenzo Ferrarini[19]
- Ghana’s Por Por Music: National Public Radio[20]
- In the Time of Bells: Electronic Musician Interview with Gino Robair[21]
- Doing Anthropology in Sound: A Conversation with Don Brenneis[22]
- Rainforest Soundwalks: Interview with Carlos Palombini[23]

## Projekty audiowizualne
Steven Feld działa także jako artysta i dokumentalista dźwiękowy. Do jego najważniejszych projektów należą wydane na płytach CD nagrania z Nowej Gwinei – Voices of the Rainforest (wyprodukowane przez Mickeya Harta perkusistę Grateful Dead); Rainforest Soundwalks; Bosavi: Rainforest Music from Papua New Guinea.
W 2003 Feld założył wydawnictwo muzyczne VoxLox specjalizujące się w produkcji i wydawnictwach dokumentalnych i z zakresu sztuki dźwięku. Pierwszym tytułem wydanym przez VoxLox było Iraqi Music in A Time of War: Rahim AlHaj in New York (2003). Od 2004 VoxLox wydało ponad 25 płyt łącznie z serią autorstwa samego Felda, m.in. The Time of Bells, a także Suikinkutsu: A Japanese Underground Water Chime czy też multimedialne wydawnictwa pt. Exposures: A White Woman in West Africa (z fotografiami Virginii Ryan, tekstem Stevena Felda), Skyros Carnival (z fotografiami Dicka Blau, tekstami Panayotisa Panopoulosa i Agapi Amanatidis, oraz nagraniami Stevena Felda).
Na podstawie badań afrykańskich Steven Feld wydał Por Por: Honk Horn Music of Ghana dla Smithsonian Folkways Recordings w 2007. Wraz z Accra Trane Station nie tylko wydał kilka płyt, takich jak: Tribute to A Love Supreme, Meditations for John Coltrane, Another Blue Trane, Topographies of the Dark i Bufo Variations, ale także wyruszył w z zespołem w trasy koncertowe po Afryce, Europie i Stanach Zjednoczonych.
Steven Feld od wielu lat zajmuje się także dokumentalną fotografią i filmem, które prezentuje na licznych festiwalach, w galeriach i muzeach. Do najważniejszych projektów wizualnych Felda należą: The Castaways Project (we współpracy z artystką Virginią Ryan), który był prezentowany w Manchester’s Whitworth Gallery oraz na Spoleto Festival we Włoszech w latach 2007–2008. Jeden z jego filmów długometrażowych pt. A Por Por Funeral for Ashirifie, zdobyło w 2010 nagrodę Prix Bartók na Międzynarodowym festiwalu Filmowym Jeana Roucha a Paryżu.

### Dyskografia[37]

#### LP 12"
- 1982 Music of the Kaluli. 12" stereo disc with notes, photos, map. Boroko: Institute of Papua New Guinea Studies. IPNGS 001. P/R/A/PH
- 1985 Kaluli Weeping and Song; 12" stereo disc with notes in English and German, photos, map, transcriptions. Musicaphon/Music of Oceania series Kasel: Bärenreiter BM 30SL 2702 P/R/A/PH
- 1987 Out on the Western Plains: The Leadbelly Legacy Band Plays the Music of Huddie Ledbetter. Daagnim. Remastered and republished on CD 1999, PostOut. PEC/P

#### Kasety
- 1983 Voices in the Forest (with Scott Sinkler) 30 minute program, National Public Radio; republished 1987, Wafe Sambo! 001, stereo cassette, with notes;
- 1991 Horn to Horn: Live Action Brass Band. Remastered, reedited and republished on CD 1999, PostOut. PEC/P

#### CD/DVD
- 1991 Voices of the Rainforest: Bosavi, Papua New Guinea. CD/cassette with booklet of notes and photographs. The World. Series producer: Mickey Hart.
- Rykodisc RCD/RAC 10173.
- 1994 Kaluli Song, in Jim Metzner, Pulse of the Planet: Extraordinary Sounds from the Natural World. Berkeley: The Nature Company. CD (track 3) & text
- (pp. 27–8). R/A
- 1996 Yamala Iya:u; on: Voices of the World. ed. Hugo Zemp. Le Chant du Monde, CD compilation. R/A
- 1996 Tom Guralnick Tro: TG3 Pitchin’. PostOut. Republished 2011 VoxLox. PEC/P
- 1997 Making Sago, on Music from Nature. ed. David Rothenberg. CD compilation, with Terra Nova 2(3). R/A
- 1998 Gisalo; on: Dances of the World. ed. Hugo Zemp. Le Chant du Monde, CD compilation. R/A
- 2000 Bonefied: Trombone Revenge. Xerx. PEC/P
- 2001 Rainforest Soundwalks: Ambiences of Bosavi, Papua New Guinea. EarthEar. CD.
- 2001 Bosavi: Rainforest Music from Papua New Guinea, 3 cd box set with booklet. Smithsonian Folkways and Institute of Papua new Guinea Studies. P/R/A/PH
- 2002 Soundscapes of New Year’s Week in Greek Macedonia. CD and notes (pp. 318–325) in Bright Balkan Morning: Romani Lives andthe Power of Music in
- Greek Macedonia, Photographs by Dick Blau; Texts by Charles and Angeliki Keil, Soundscapes by Steven Feld. Middletown, CT:Wesleyan University Press. R/A
- 2002 Bells and Winter Festivals of Greek Macedonia. Smithsonian Folkways Recordings. Soundscape recordings and notes; additional notes by Charles and
- Angeliki Keil; photographs by Dick Blau. P/R
- 2003 Iraqi Music in a Time of War: Rahim AlHaj Live in NYC, April, 2003. Voxlox 103. P/R/A/PH
- 2003 Primo Maggio Anarchico, Carrara 2002: A Soundscape Documentary of Anarchist May Day Celebrations. Carrara, Italy: F.A.I. R
- 2004 The Time of Bells, I: Soundscapes of Italy, Finland, Greece, and France. Voxlox 104. P/R/A/PH
- 2004 The Time of Bells, II: Soundscapes of Finland, Norway, Italy and Greece. Voxlox 204. P/R/A/PH
- 2005 The Time of Bells, III: Musical Bells of Accra, Ghana. VoxLox 205. P/R/A/PH
- 2005 Accra Trane Station, Tribute to a Love Supreme. VoxLox P/R/PEC
- 2006 Santi, animali e suoni. Campanacci a Tricarico e S. Mauro Forte (Saints, animals and Sounds: Bell Festivals of Tricarico and San Mauro Forte). CD book,
- edited by Nicola Scaldaferri, with photographs by Stefano Vaja, CD recording by Steven Feld, and texts by Febo Guizzi, Francesco Marano, and Ferdinando
- Mirizzi. Series: Musica e Cultura Tradizionale della Basilicata. Udine: Nota R/A
- 2006 Suikinkutsu: A Japanese Underground Water Zither. VoxLox 305. P/R/A/PH
- 2006 The Time of Bells, 4: Soundscapes of Italy, Denmark, Finland, Japan, Iraq/USA. VoxLox 206 P/R/A/PH
- 2006 Accra Trane Station, Meditations for John Coltrane, VoxLox 107 P/R/A/PH/PEC
- 2007 Por Por: Honk Horn Music of Ghana. CD with 40 page booklet. Smithsonian Folkways Recordings. P/R/A/PH
- 2007 (CD+DVD) The Castaways Project (with Virginia Ryan), 32 page art booklet, audio CD, DVD, 15 minutes. VoxLox. P/R/A/PH/F
- 2007 Another Blue Train. Accra Trane Station. VoxLox. P/R/A.PH/PEC
- 2008 Accra Trane Station, +2 Topographies of the Dark. VoxLox. P/A/PH/PEC
- 2008 Nii Otoo Annan and Steven Feld, Bufo Variations. VoxLox. P/R/A/PH/PEC
- 2008 Alex Coke, Tina Marsh, Steven Feld. It’s Possible. VoxLox. PEC
- 2009 Klebo! Honk Horn Music from Ghana. VoxLox. P/R/A/PH
- 2009 Jazz Cosmopolitanism in Accra. 3 × 1 hour DVDs. [1] Hallelujah! Ghanaba and The Winneba Youth Choir perform G.F. Handel’s Hallelujah Chorus; [2] Accra
- Trane Station: The Music and Art of Nii Noi Nortey; [3] A Por Por Funeral for Ashirifie. P/R/A/PH/F
- 2010 Waking in Nima. VoxLox. R/R/A/PH/PEC
- 2011 Skyros Carnival. Photographs by Dick Blau, texts by Agapi Amanatidis and Panayotis Panopoulos, CD and DVD by Steven Feld. VoxLox. P/R/A/F
- 2012 Jazz Cosmopolitanism in Accra: CD Companion. VoxLox. P/R/A/PH
- 2012 Nii Otoo Annan, Ghana Sea Blues. VoxLox. P/R/A/PH
- 2012 The Time of Bells, 5. DVD, 60 minutes. VoxLox. P/F
- 2013 Por Por He Sane/The Story of Por Por. DVD, 70 minutes. With Nii Yemo Nunu. VoxLox. P/F
- 2013 M.V. Labadi. DVD, 20 minutes. With Nii Yemo Nunu. VoxLox. P/F
- 2013 I Suoni dell’Albero (soundscape composition CD), in I Suoni dell’albero: il Maggio di San Guiliano ad Accettura. Edited by Nicola Scaldaferri and Steven
- Feld. Udine: Nota/GEOS. R/A

### Filmografia

#### Filmy długometrażowe
- Jazz Cosmopolitanism in Accra Trilogy[38]: 1. Hallelujah![39], 2. Accra Trane Station[40], 3. A Por Por Funeral for Ashirifie[36]
- Por Por He Sane/The Story of Por Por[41]

#### Filmy krótkometrażowe
- Pyrasonix[42]
- Skyros Carnival[43]
- The Time of Bells: 1. Mamuthones of Sardinia, 2. Skyros Carnival, 3. Por Por Horns and Bells, 4. Bufo Variations with Nii Otoo Annan, 5. Forging Double Bells in Togo, 6. Striking Iron, Sounding Initiation (Northern Togo)[44]